# Lasiopetaleae
Lasiopetaleae — триба цветковых растений подсемейства Byttnerioideae семейства Мальвовые.

## Роды
В настоящее время к трибе Лазиопеталевые (Lasiopetaleae) относят 10 родов и около 125 видов. Большинство из них эндемики Австралии:
- Commersonia, около 30 видов из Австралии, 1 вид из Новой Гвинеи, 1 вид из Вануату и 1 вид с широким ареалом (от Юго-Восточной Азии до Новой Каледонии и северной Австралии)
- Guichenotia, 17 видов из Западной Австралии
- Hannafordia, 3 вида из Австралии
- Keraudrenia, 16 видов из Австралии и 1 вид из Мадагаскара
- Lasiopetalum typus — Лазиопеталум, около 40 видов из Австралии
- Lysiosepalum — Лизиосепалум, 5 видов из Западной Австралии
- Maxwellia 1 вид, эндемик Новой Каледонии
- Rulingia, около 20 из Австралии и 1 вид из Мадагаскара
- Seringia, 1 вид или более из восточной Австралии
- Thomasia, 40 видов из Австралии

## Галерея

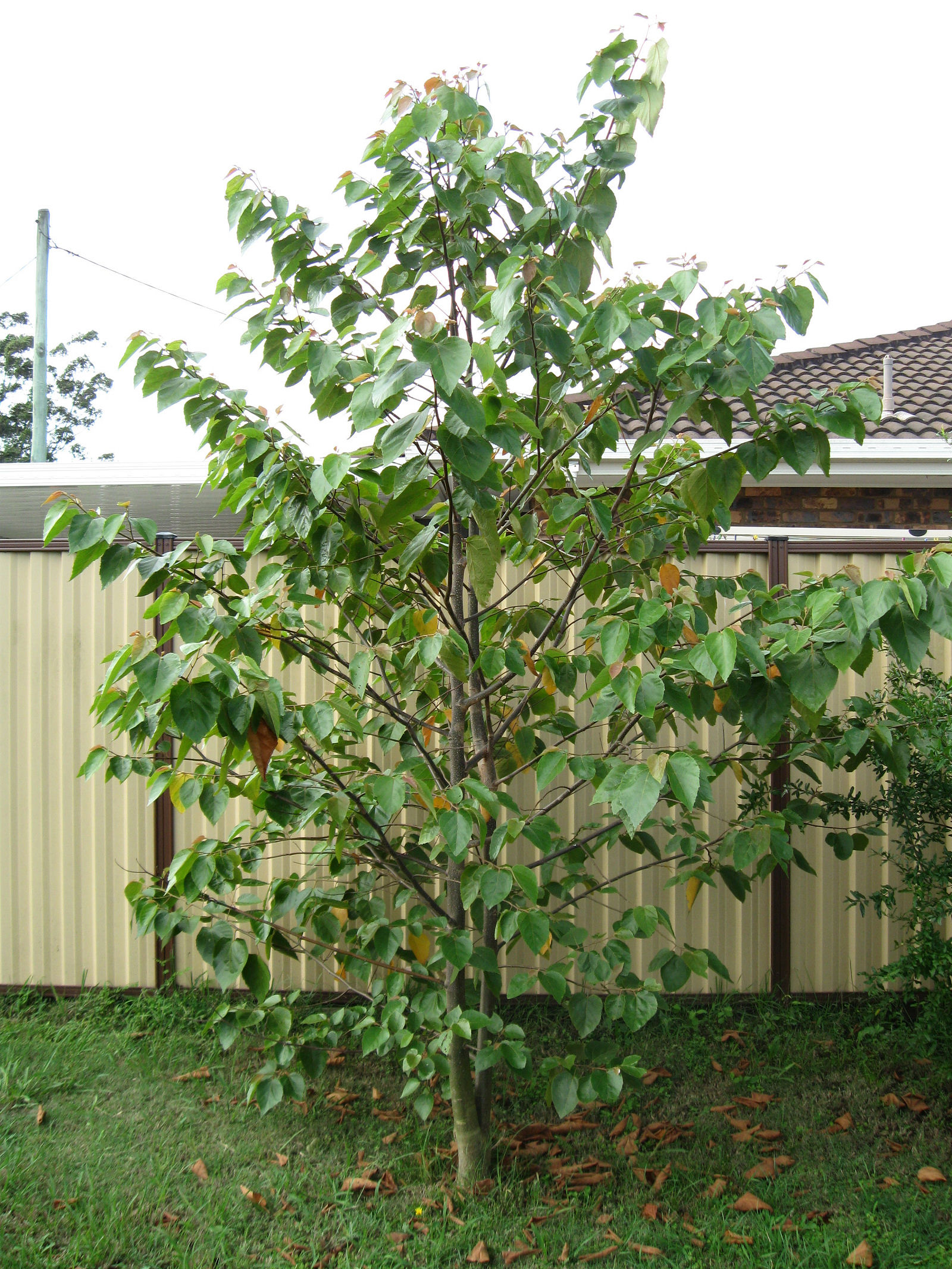
Commersonia bartramia
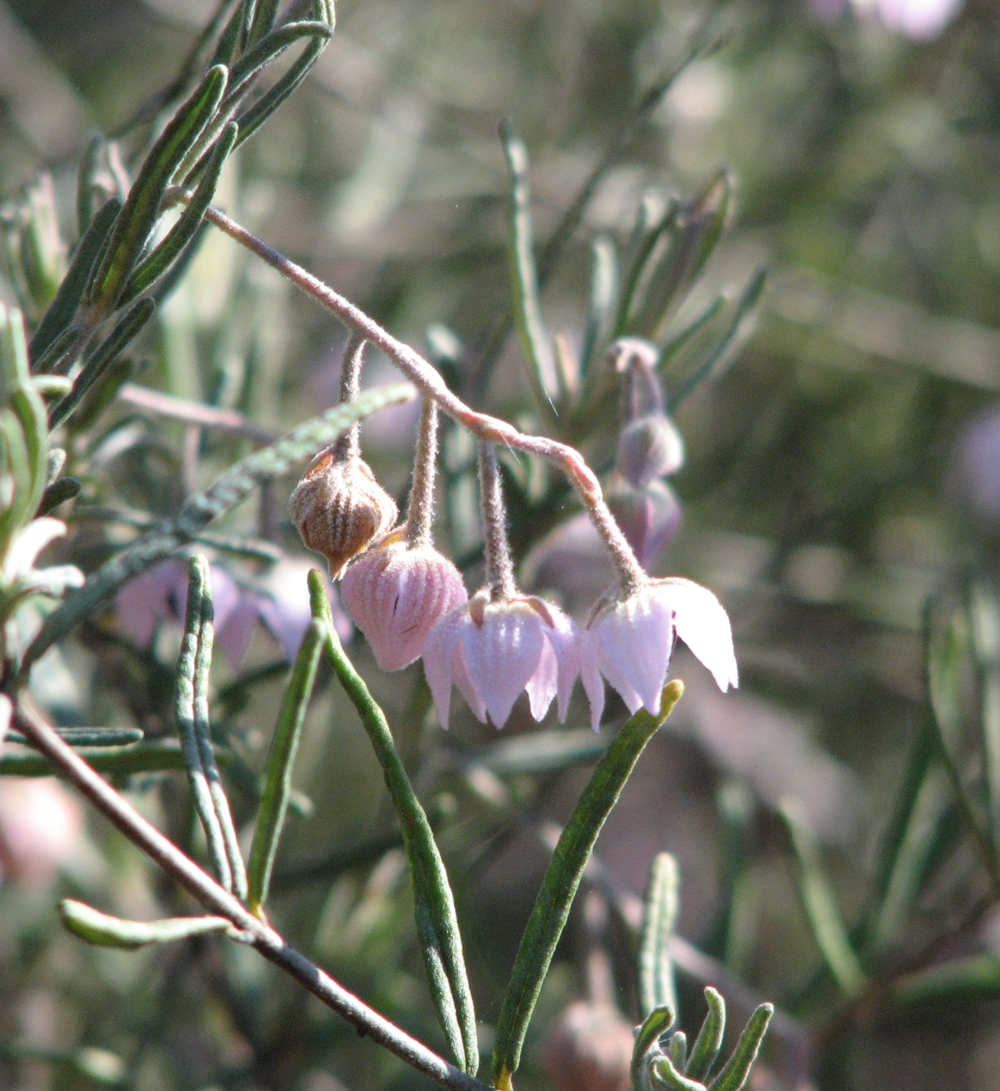
Guichenotia ledifolia
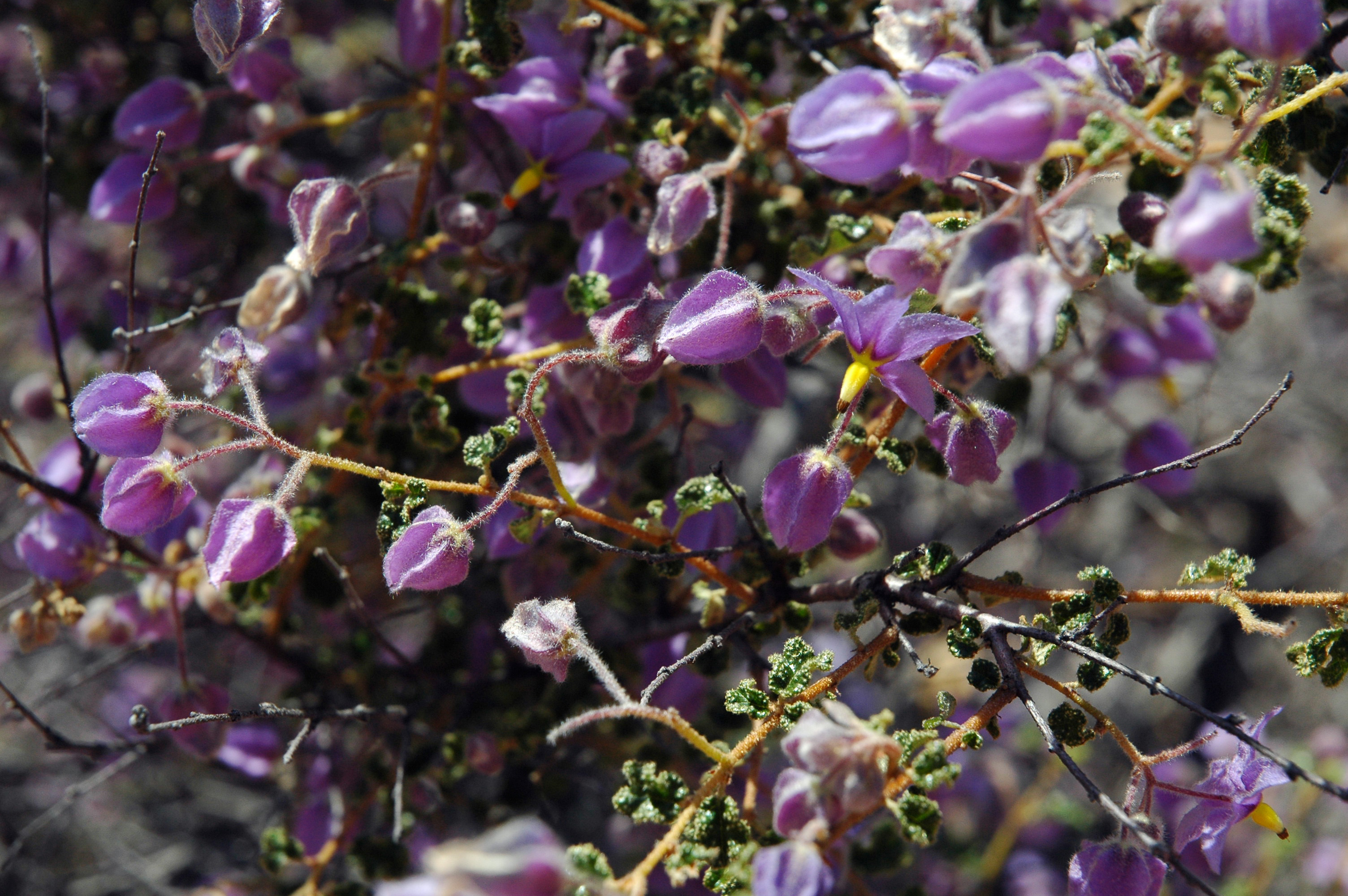
Keraudrenia hermanniifolia
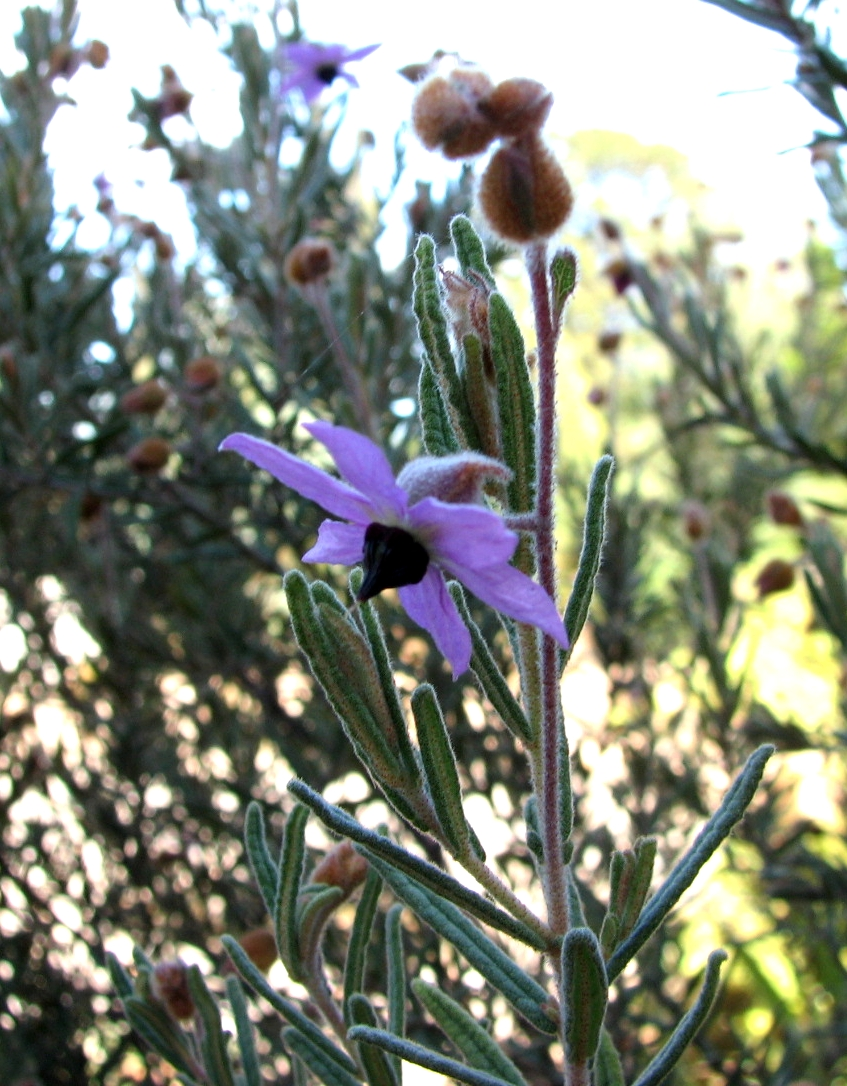
Lysiosepalum involucratum
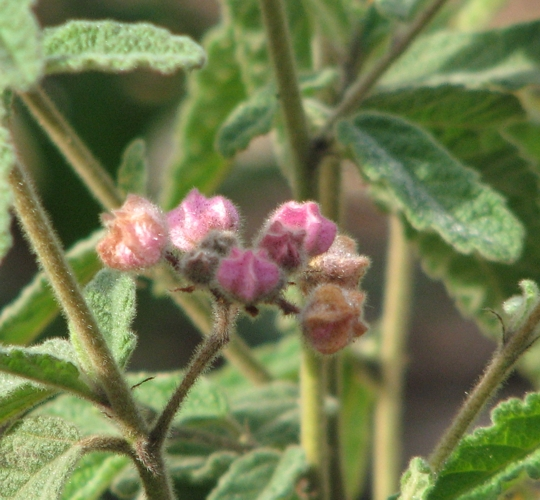
Rulingia magniflora
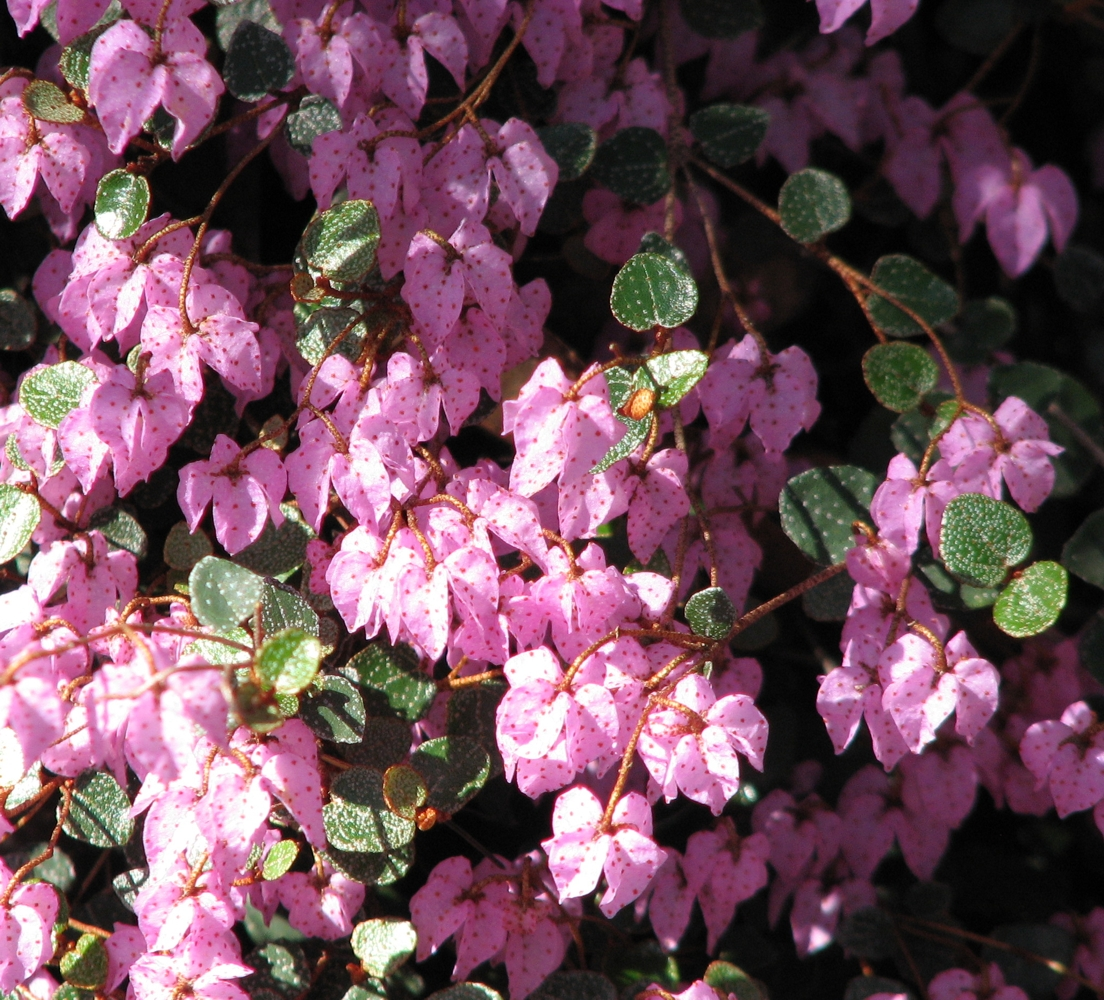
Thomasia pygmaea